# Набережна Конті
48°51′26″ пн. ш. 2°20′17″ сх. д. / 48.857102° пн. ш. 2.338155° сх. д.
Набережна Конті (фр. Quai de Conti) — набережна у Парижі, що знаходиться на лівому березі Сени. Її протяжність — 307 метрів від вулиці Дофан до Інституту Франції (фр. l'Institut de France), у якому зараз засідає Французька Академія. Назва набережної походить від готелю Конті, головний вхід до якого містився саме на цій набережній. На даний час на його місці стоїть Монетний двір

## Історія
Набережна Конті була облаштована і створена у другій половині XVII століття. Спершу вона називалася Нельскою набережною через Нельську вежа, одну зі сторожових веж часів Філіпа II Августа. Ця вежа відома завдяки роману «Залізний король», першому із серії «Прокляті королі» Моріса Дрюона.
Нельська вежа була зруйнована у 1665 році, аби звільнити місце для Коледжу Чотирьох Націй, заснованого кардиналом Джуліо Мазаріні. Пізніше він став називатися Інститут Франції, а від Коледжу збереглася лише Бібліотека Мазаріні. Тоді набережна вже називалася Генего, перш ніж отримала свою сучасну назву. У час доки тривала Французька Революція і Перша Французька Імперія її називали Монетною набережною, через Монетний двір розташований на ній, потім вона знову стала Конті і від 1814 року назву не змінювала. Набережна була значно розширена завдяки дорожнім роботам у епоху Другої Імперії (Друга французька імперія).
Крім Інституту Франції та Монетного двору, на набережній Конті знаходиться декілька цікавих будівель.
На набережній Конті є Академія образотворчих мистецтв — це мистецька установа, частина Інституту Франції, створена 21 березня 1816 року. Це спадкоємець Королівської академії живопису і скульптури, створеної у 1648 році.
У другій половині XVIII століття на ній розміщувався магазин, що належав ювелірові, який працював для королеви Марії-Антуанетти. Молодий Наполеон Бонапарт там інколи бував. Позаяк Бонапарт мешкав у будикові № 13, відомого як готель Сіллері-Женліс.
Набережна Конті присутня і у класичній французькій літературі: салон пані Вердюрен із «У пошуках втраченого часу» Марселя Пруста знаходиться саме на ній.

## Галерея

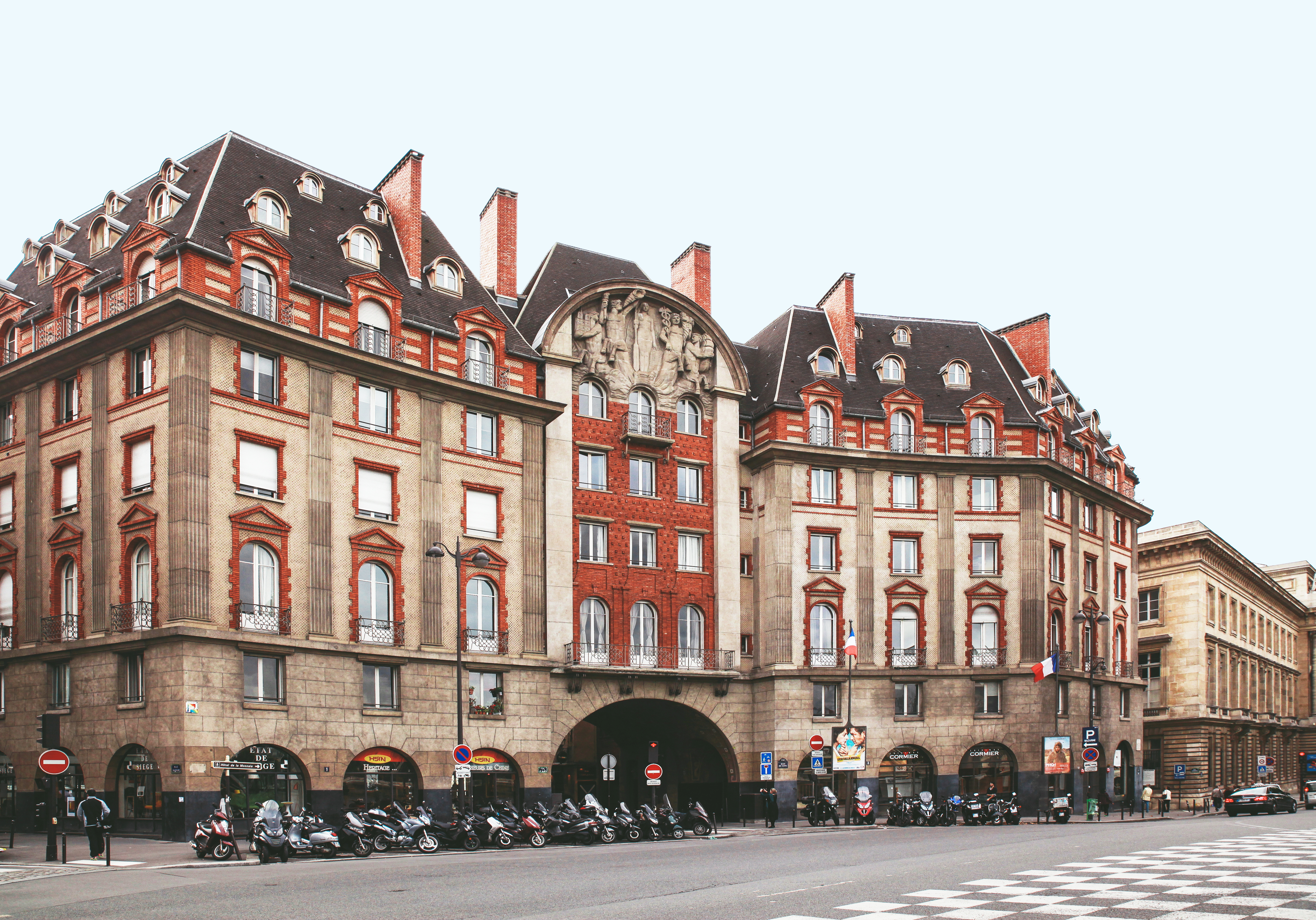
Будинок N° 1
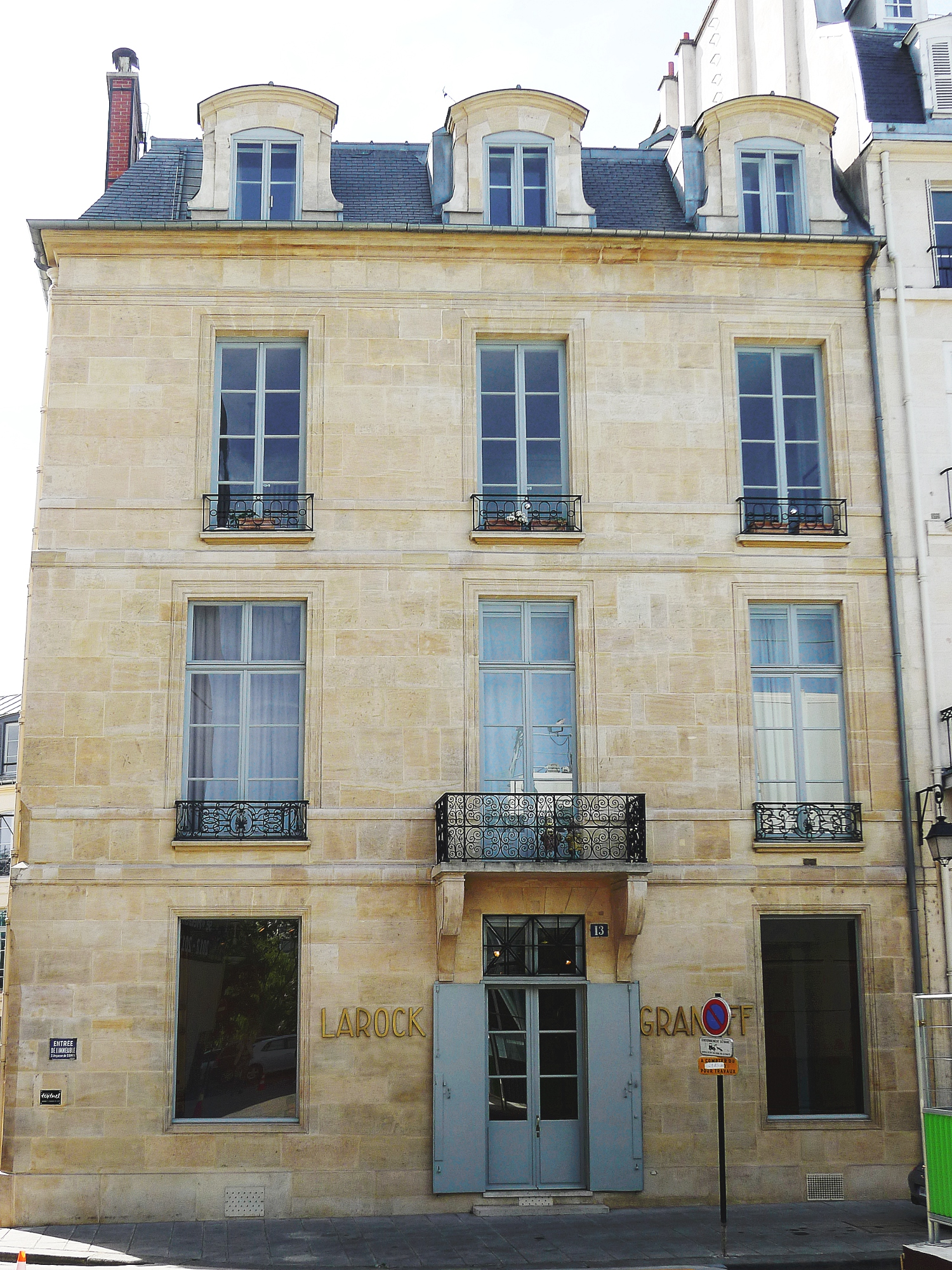
Будинок N° 13
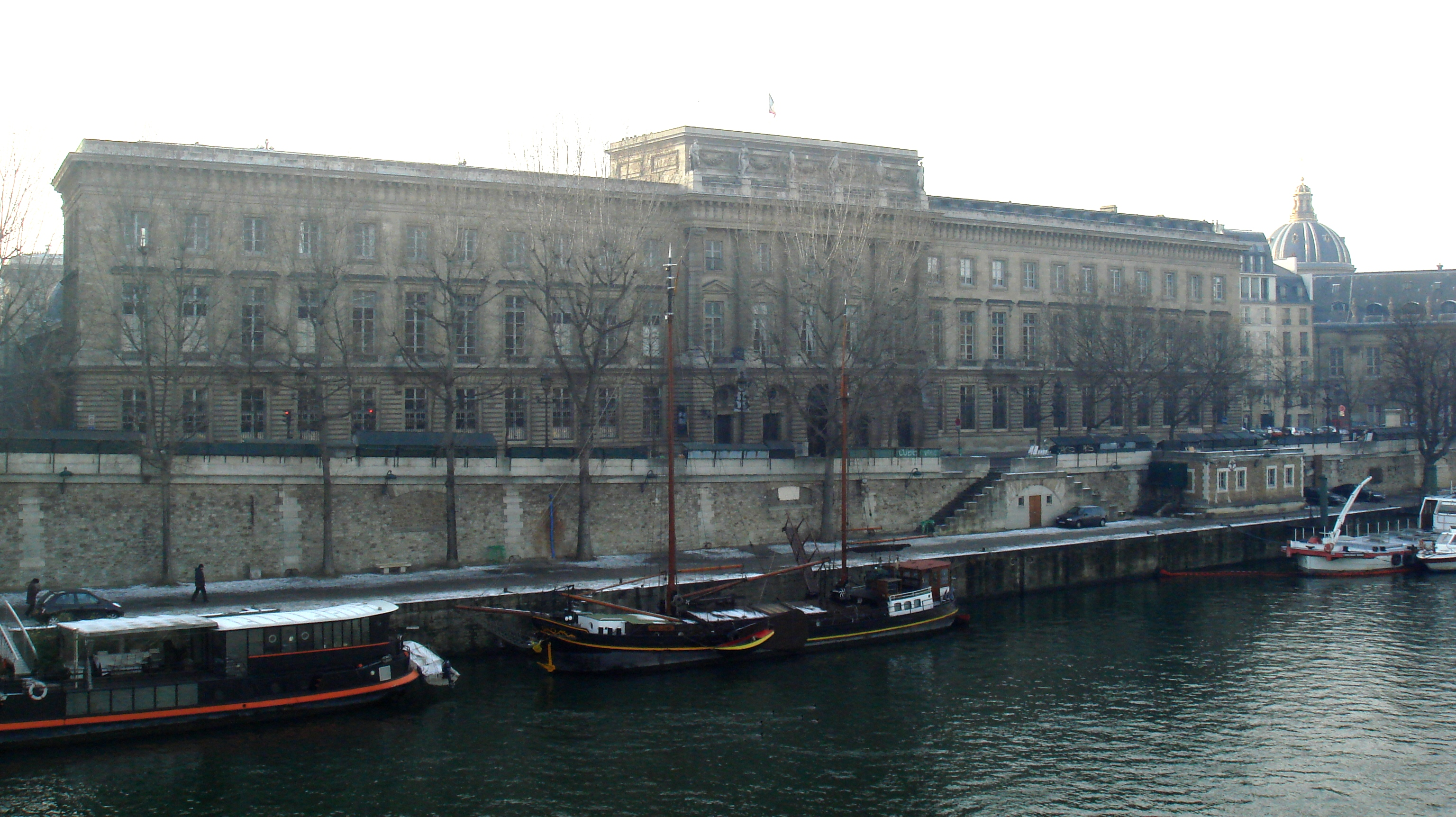
Будинок N° 11
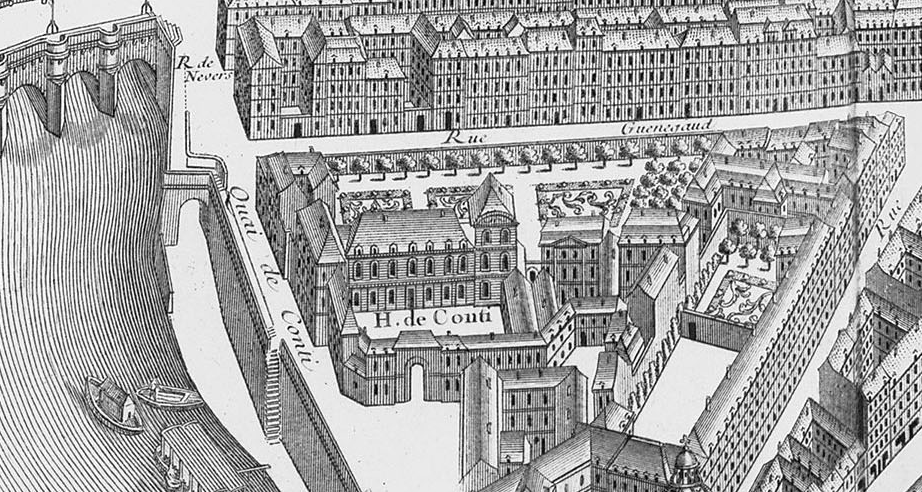
Набережна Конті близько 1737 року.

Відеподорож набережною Конті
https://youtu.be/F88mO9r1rr0